# Bernardo Rogora
Bernardo Rogora (Solbiate Olona, 6 de diciembre de 1911 - Solbiate Olona, 9 de diciembre de 1970) fue un ciclista italiano que corrió entre 1933 y 1941. Consiguió 5 victorias durante su carrera deportiva, entre ellas la Volta a Cataluña de 1934.

## Palmarés
- 1933
  - 1.º en la Milán-Módena
- 1934
  -  1.º a la Volta a Cataluña, vencedor de 2 etapas y 1.º de la clasificación de la montaña.
- 1937
  -  Campeón de Italia de ciclo-cross

### Resultados en el Giro de Italia
- 1933. 24.º de la clasificación general
- 1934. 12.º de la clasificación general
- 1936. 25.º de la clasificación general
- 1937. 8.º de la clasificación general
- 1939. 10.º de la clasificación general
- 1940. 13.º de la clasificación general